# 6675 Sisley
6675 Sisley è un asteroide della fascia principale. Scoperto nel 1973, presenta un'orbita caratterizzata da un semiasse maggiore pari a 3,0748415 UA e da un'eccentricità di 0,1830926, inclinata di 1,57233° rispetto all'eclittica.
L'asteroide è dedicato al pittore impressionista inglese Alfred Sisley, vissuto e attivo principalmente in Francia.